# 1478

## Събития
- ? – Първо печатно издание на книгата „Кентърбърийски разкази“ в печатницата на Уилям Какстън в Уестминстър.
- ? – Украинският град Евпатория е завладян за кратко от Османската империя.
- ? – Албания става част от Османската империя.
- ? – Построена е църквата „Св. св. Петър и Павел“ в Рилския Метох Орлица.
- ? – Основан е руският град Лотошино.
- ? – Константин II става крал на Грузия.
- ? – Константин II става император на Етиопия.
- ? – Отпечатан е превод на Библията на валенсиански език в първата печатница на Пиренейския полуостров.
- ? – Войните между френския крал Луи XI и император Максимилиан I довеждат до опустошение на абатството Иксел и съседните земи.
- ? – На прозорците на двореца Палацо Векио във Флоренция са обесени заговорниците, нападнали Лоренцо и Джулиано Медичи.
- ? – Подгорица е завзета от османците.
- ? – Завладени са Канарските острови от вече обединените корони на Кастилия и Арагон.
- ? – Основан е университетът в Копенхаген, Дания.
- ? – Кримското ханство официално е васално на Османската империя чак до подписването на Кючуккайнарджийския договор през 1774 г.
- януари – Леонардо да Винчи получава първата си самостоятелна поръчка: да нарисува олтарната икона в капелата на кметството – Палацо Векио.
- 14 януари – Московският велик княз Иван III завладява Новгород.
- 26 април – Състои се Заговорът Паци – опит за сваляне от власт на фактическите владетели на Флорентинската република – Медичите.
- май – Джовани Мочениго става дож на Венецианската република.
- 19 септември – Леонардо да Винчи завършва картината си Мона Лиза.
- 1 ноември – Папа Сикст IV изисква от Арагонската и Кастилската корони въвеждането на инквизицията.
- 28 декември – Състои се Битката при Гиорнико, завършила с победа за Швейцария над миланската армия.

## Родени
- ? – Волфганг Капитон, немски реформатор
- ? – Джироламо Фракасторо, италиански лекар
- ? – Джовани Калпурни, италиански хуманист
- ? – Жак Дюбуа, френски лекар
- ? – Йохан Фабер, католически епископ
- ? – Маргарет Уентуорт, английска благородничка
- ? – Педро Фахардо и Чакон, испански благородник
- ? – Санча Арагонска, италианска благородничка
- 16 януари – Контесина Медичи, италианска благородничка
- 7 февруари – Томас Мор, английски политик
- 26 май – Климент VII, римски папа
- 2 юли – Лудвиг V, курфюрст на Пфалц
- 8 юли – Джанджорджо Трисино, италиански поет
- 13 юли – Джулио д’Есте, италиански благородник
- 15 юли – Барбара Ягелон, полска принцеса
- 22 юли – Филип I, крал на Кастилия и Леон
- 3 септември – Маркантонио I Колона, Херцог на Палиано
- 6 декември – Балдасаре Кастильоне, италиански писател

## Починали
- ? – Баграт II, Цар на Грузия
- ? – Отман баба, алевийския светец
- 6 януари – Узун Хасан, тюркски владетел
- 18 февруари – Джордж Плантагенет, английски благородник
- 19 март – Фридрих II, херцог на Брауншвайг-Люнебург
- 26 април – Джулиано Медичи, владетел на Флорентинската република
- 6 май – Андреа Вендрамин, дож на Венецианската република
- 28 август – Донато Акциайоли, италиански учен
- 8 ноември – Баеда Мариам I, владетел на Етиопия